# 2월 11일
2월 11일은 그레고리력으로 42번째(윤년일 경우도 42번째) 날에 해당한다.

## 사건
- 244년 - 고르디아누스 3세가 메소포타미아 자이타(Zaitha)에서 반란군에게 살해되다.
- 1534년 - 수장령(Acts of Supremacy, 首長令): 헨리 8세가 로마 교황청과의 관계를 단절하고 영국 교회에 대한 모든 권한이 국왕에게 있음을 선포하다.
- 1896년 - 아관파천: 조선의 고종과 세자(훗날 순종)가 경복궁을 떠나, 어가를 러시아 제국 공사관으로 옮겨서 거처한 사건.
- 1929년 - 라테란 조약 체결.
- 1945년 - 얄타 회담이 끝났다.
- 1960년 - 흐루쇼프, 네루 수상 회담; 군축과 개발촉진에 합의
- 1999년 - 이스라엘, 헤즈볼라 거점 폭격
- 2000년 - 영국 정부, 북아일랜드 자치권 회수 및 직접 통치 개시(북아일랜드 분쟁)
- 2007년 - 여수출입국관리사무소 화재 사고가 발생했다.
- 2008년 - 누군가의 방화로 인해 숭례문이 완전히 붕괴되다.
- 2015년
  - 영종대교 상부에서 106중 추돌사고가 일어나다.
  - 서울특별시 동작구 사당동의 동작구립 사당종합체육관 건설현장에서, 천장이 무너지는 사고가 발생하다.
- 2018년 - 포항 지진으로 인해 유리가 부서지는 등 피해를 입었다.

## 문화
- 2015년 - 지상파 다채널방송 EBS 2TV가 개국하였으며, EBS TV의 채널명을 EBS 1TV로 변경되었다.
- 2020년 - 디지털싱글 앨범 행복하게 만들어드릴게요 공식 발매

## 탄생
- 1466년 - 헨리 7세의 왕비, 헨리 8세의 모후 요크의 엘리자베스. (~1503년)
- 1535년 - 로마의 교황 교황 그레고리오 14세. (~1591년)
- 1839년 - 미국의 과학자 조사이어 윌러드 기브스. (~1903년)
- 1847년 - 미국의 발명가 토머스 에디슨. (~1931년)
- 1877년 - 일본항공의 개척자 나라하라 산지. (~1944년)
- 1879년 - 일본의 군인 안도 기사부로. (~1954년)
- 1900년 - 일본의 종교학자 도다 조세이. (~1958년)
- 1904년 - 프랑스의 수녀, 슈퍼센티네리언 뤼실 랑동. (~2023년)
- 1908년 - 대한민국의 문학평론가 최재서. (~1964년)
- 1909년
  - 대한민국의 소설가 오영수. (~1979년)
  - 미국의 영화 감독, 영화 각본가 조지프 L. 맹키위츠. (~1993년)
- 1915년 - 미국의 수학자 리처드 해밍. (~1998년)
- 1928년
  - 대한민국의 군인, 기업인 박영석. (~2014년)
  - 대한민국의 교육학자, 대학교수 조완규.
  - 미국의 영화배우 콘래드 제니스. (~2022년)
- 1930년 - 영국의 패션디자이너 메리 퀀트. (~2023년)
- 1934년
  - 파나마의 군인 마누엘 노리에가. (~2017년)
  - 영국의 자동차 경주 선수 존 서티스. (~2017년)
- 1935년 - 미국의 음악가 진 빈센트. (~1971년)
- 1937년 - 프랑스의 소설가 마리즈 콩데. (~2024년)
- 1940년 - 미국의 행동경제학자 허버트 긴티스. (~2023년)
- 1941년
  - 대한민국의 기업인, 종교인 유병언. (~2014년)
  - 대한민국의 소설가 현기영.
  - 브라질의 음악가 세르지우 멘지스. (~2024년)
- 1942년 - 대한민국의 정치인 김영희.
- 1944년 - 이탈리아의 전 축구 선수 루이지 리바.
- 1946년 - 영국 스코틀랜드의 축구 감독 이언 포터필드. (~2007년)
- 1947년
  - 대한민국의 가수 나훈아.
  - 일본의 정치인 하토야마 유키오.
- 1953년 - 미국의 정치인 젭 부시.
- 1955년
  - 대한민국의 변호사, 아름다운재단 상임이사, 서울특별시장 박원순. (~2020년)
  - 대한민국의 정치인 이명수.
- 1956년
  - 대한민국의 가수, 기업인 김창훈.
  - 대한민국의 정치인, 판사, 변호사 홍일표.
- 1957년 - 네덜란드의 화가 피터 클라쇼스트. (~2024년)
- 1958년 - 일본의 전 축구 선수 요시다 히로시.
- 1959년 - 대한민국의 정치인 조택상.
- 1960년 - 대한민국의 배우 전광렬.
- 1962년 - 대한민국의 가수 겸 작사가 박주연.
- 1963년 - 스페인의 전 축구 선수, 현 축구 감독 호세 마리 바케로.
- 1964년
  - 미국의 정치가 세라 페일린.
  - 영국의 격투기 선수 켄 섐록.
- 1966년 - 일본의 바둑 기사 요다 노리모토.
- 1967년 - 이탈리아의 축구 선수 치로 페라라.
- 1969년
  - 대한민국의 가수 겸 배우 김희라.
  - 미국의 배우 제니퍼 애니스턴.
- 1970년
  - 대한민국의 성우 이장우.
  - 대한민국의 야구 선수 김정준.
- 1971년
  - 대한민국의 배우 겸 방송인 박소현.
  - 영국의 배우 데이미언 루이스.
  - 인도네시아의 배드민턴 선수 수시 수산티.
- 1972년
  - 일본의 작가 야마구치 노보루.
  - 잉글랜드의 축구 선수 스티브 맥매너먼.
  - 대한민국의 전 야구 선수 최익성.
  - 독일의 배우 리사 마르티네크. (~2019년)
  - 일본의 프로바둑 기사 유키 사토시.
- 1973년
  - 대한민국의 배우 전도연.
  - 일본의 성우 나나오 하루히.
  - 노르웨이의 가수, 싱어송라이터 바르그 비케르네스.
  - 대한민국의 배우 이승준.
- 1974년 - 미국의 가수 디앤절로.
- 1975년 - 대한민국의 배우 김경민.
- 1976년 - 대한민국의 배우 유선.
- 1977년 - 대한민국의 배우 문천식.
- 1978년 - 대한민국의 가수 베니.
- 1979년
  - 미국의 가수 브랜디 노우드.
  - 프랑스의 테니스 선수 아르노 디 파스쿠알.
  - 대한민국의 배우 김영준.
- 1980년 - 오스트레일리아의 축구 선수 마크 브레시아노.
- 1981년
  - 대한민국의 야구 선수 김승회.
  - 대한민국의 전 야구 선수 권도영.
  - 대한민국의 가수, 배우 지니.
  - 스페인의 축구 선수 아리츠 아두리스.
  - 미국의 가수 켈리 롤런드.
- 1982년 - 대한민국의 가수 화요비.
- 1983년
  - 네덜란드의 축구 선수 라파얼 판 데르 파르트.
  - 캐나다의 배우 니키 클라인.
- 1984년 - 대한민국의 전 가수 예림.
- 1985년
  - 캐나다의 아이스하키 선수 마이크 리처즈.
  - 대한민국의 영화배우 김다희.
- 1986년
  - 대한민국의 희극인 허민.
  - 대한민국의 배우 강홍석.
- 1987년
  - 대한민국의 레이싱 모델 황리아.
  - 스페인의 축구 선수 호세 카예혼.
  - 이탈리아의 축구 선수 루카 안토넬리.
- 1988년
  - 대한민국의 레슬링 선수 류한수.
  - 대한민국의 가수 폴 킴.
  - 대한민국의 기자 신지혜.
- 1989년
  - 프랑스의 배우 아델 에넬.
  - 대한민국의 가수 최준영.
- 1990년
  - 대한민국의 배우 고아라.
  - 대한민국의 가수 찬성 (2PM).
  - 대한민국의 프로게이머 여의주. (~2011년)
- 1991년
  - 대한민국의 배우 오승훈.
  - 대한민국의 싱어송라이터 엘로.
  - 대한민국의 배우 서은우.
- 1992년
  - 대한민국의 가수, 배우 김동준 (제국의 아이들).
  - 미국의 배우 테일러 로트너.
  - 일본의 배우 키시이 유키노.
- 1993년
  - 대한민국의 가수 이대열 (골든차일드).
  - 아이슬란드의 축구 선수 회르뒤르 마그누손.
  - 대한민국의 배우 김신비.
- 1994년
  - 대한민국의 가수 서지수 (러블리즈).
  - 중화인민공화국의 수영 선수 왕순.
  - 일본의 축구 선수 스즈키 무사시.
- 1995년
  - 슬로바키아의 축구 선수 밀란 슈크리니아르.
  - 네델란드의 축구 선수 릭 카르스도르프.
  - 일본의 아이돌 에구치 아이미. (AKB48)
- 1996년
  - 독일의 축구 선수 조나탕 타.
  - 우루과이의 축구 선수 루카스 토레이라.
  - 러시아의 테니스 선수 다닐 메드베데프.
  - 일본의 아이돌 키자키 유리아. (AKB48)
- 1997년
  - 대한민국의 가수 로제 (블랙핑크).
  - 대한민국의 가수 장대현 (위아이).
  - 대한민국의 래퍼 쿤디판다.
  - 일본의 모델, 배우, 가수 시다 유미.
  - 폴란드의 육상 선수 후베르트 후르카치.
- 1998년
  - 미국의 싱어송라이터, 가수 칼리드.
  - 미국의 모델, 배우 로렌 차이.
- 1999년 - 대한민국의 래퍼 디노 (세븐틴).
- 2000년
  - 대한민국의 스트리머 양아지.
  - 대한민국의 리그 오브 레전드 프로게이머 칸나.
- 2001년
  - 대한민국의 배우 박시영.
  - 스페인의 축구 선수 브리안 힐.
- 2003년 - 대한민국의 가수 우연.
- 2004년 - 대한민국의 리그 오브 레전드 프로게이머 카엘.
- 2008년 - 대한민국의 가수 박보은.
- 2009년 - 대한민국의 배우 윤지민.

### 미상
- 대한민국의 가수 황후. (오로라)

## 사망
- 244년 - 로마 제국의 황제 고르디아누스 3세. (225년~)
- 641년 - 비잔티움 제국의 황제 헤라클리우스. (575년~)
- 1503년 - 헨리 7세의 왕비, 헨리 8세의 모후 잉글랜드 왕녀 요크의 엘리자베스. (1466년~)
- 1650년 - 프랑스의 과학자 르네 데카르트. (1596년~)
- 1868년 - 프랑스의 물리학자 레옹 푸코. (1819년~)
- 1986년 - 미국 작가 프랭크 허버트. (1920년~)
- 1994년 - 오스트리아의 철학자 파울 파이어아벤트. (1924년~)
- 2000년
  - 대한민국의 바둑기사 정현산. (1969년~)
  - 프랑스의 영화 감독, 영화 제작자, 극작가, 작가, 배우, 언론인 로제 바딤. (1928년~)
- 2010년 - 영국의 패션 디자이너 알렉산더 맥퀸. (1969년~)
- 2012년 - 미국의 가수 휘트니 휴스턴. (1963년~)
- 2013년
  - 대한민국의 가수 임윤택. (1980년~)
  - 로블록스 공동설립자 에릭 카셀. (1967년~)
- 2016년 - 미국의 종합격투기 선수 케빈 랜들맨. (1971년~)
- 2017년
  - 일본의 만화가 다니구치 지로. (1947년~)
  - 브라질의 농구 선수 파브 멜루. (1990년~)
- 2018년 - 미국의 가수 빅 다몬. (1928년~)
- 2019년 - 아프기니스탄의 정치가 시브가툴라 모자데디. (1925년~)
- 2020년
  - 일본의 야구 감독 노무라 가쓰야. (1935년~)
  - 미국의 정치인 밥 카셸. (1938년~)
- 2021년
  - 한세대학교의 전 총장 김성혜. (1942년~)
  - 미국의 수학자 이저도어 싱어. (1924년~)
- 2022년
  - 대한민국의 기업인 구자홍. (1946년~)
  - 독일의 목사 파울 슈나이스. (1933년~)
- 2023년
  - 대한민국의 수필가 김병권. (1931년~)
  - 동독의 각료평의회 주석 한스 모드로. (1928년~)
- 2024년
  - 독일의 의사 그레고르 웨닝. (1964년~)
  - 미국의 화학자 앨런 J. 바드. (1933년~)
  - 대한민국의 법조인 지익표. (1925년~)
  - 대한민국의 정치인 최운지. (1927년~)
  - 케냐의 마라톤 선수 켈빈 킵툼. (1999년~)
- 2025년 - 그리스의 육상인 요르요스 루바니스. (1929년~)

## 기념일
- 일본의 건국기념일: 진무천황이 내려왔다는 날에서 유래함.
- 발명가의 날: 미국
- 112 데이: 유럽 연합
- 건국일: 바티칸 시국

## 같이 보기
- 전날: 2월 10일 다음날: 2월 12일 - 전달: 1월 11일 다음달: 3월 11일
- 음력: 2월 11일
- 모두 보기